# Émeutes anti-américaines de 1974 à Chypre
 (août 2021).
Les émeutes anti-américaines de 1974 à Chypre sont de violentes émeutes anti-américaines qui ont eu lieu devant l'ambassade des États-Unis à Nicosie, à Chypre le 19 août 1974. Les événements ont eu lieu quelques jours après la deuxième phase de l'invasion turque de Chypre qui a permis à la Turquie de contrôler 36,5% de l'île. Les terroristes soutenus par la Grèce ont assassiné l'ambassadeur américain à l'ambassade américaine dans la région de Chypre sous contrôle grec.
Des centaines de Chypriotes grecs, frustrés par l'incapacité des États-Unis à réprimer les forces turques et craignant son soutien présumé à la Turquie, ont commencé à protester et à se révolter.
L'ambassadeur américain à Chypre, Rodger Davies (en), qui cherchait refuge à l'intérieur de l'ambassade, a été abattu par des tireurs d'élite appartenant à EOKA B, une organisation paramilitaire nationaliste chypriote grecque, à environ 100 mètres. Une employée de l'ambassade, Antoinette Varnava, qui s'est précipitée à son secours, a également été tuée par une balle de sniper.
En février 1977, le gouvernement chypriote a décidé d'arrêter six extrémistes de l'EOKA-B et de les juger pour l'assassinat de l'ambassadeur Davies.